# 嘘の嘘の新年
嘘の嘘の新年（うそのうそのしんねん）とは、ウィキペディア日本語版において、2006年の4月1日から2019年の3月29日（以降いずれもJST）まで掲載されていた、元祖エイプリルフールに起こった悲劇を起源として行われていたとされる架空の風習である。

## 概要
ウィキペディア日本語版に掲載されていた記述によれば、以下の通りである。
この記述は2006年4月1日の内にページ上から削除されたが、同月15日に再び復帰され、その後13年間に渡り掲載され続けた。またそれに伴って日本語のインターネット上の情報発信サイト等においても、「逆エイプリルフール」等の呼び名で同様の情報が発信されるようになった。

## 真相
2019年3月25日にタニタのTwitter公式アカウントが「【拡散希望】2019年は逆エイプリルフールの年」という趣旨のツイートをしたことでインターネット上でこの風習が話題となったことをきっかけに、これについて2019年3月28日にオンラインメディア・BuzzFeedが詳しい検証を行ったところ、この内容についてウィキペディア日本語版のページ上には出典（ソース）が一切記されておらず、ブリタニカ百科事典は元よりウィキペディアの英語版やフランス語版などの他言語版にもそのような情報は記されていなかった。そのためにフランス大使館に取材を行うも、広報担当者も「嘘の嘘の新年や処刑の逸話については初耳」との回答であったという。その後の調査等も経て、同サイトはこの情報を「ネタ」である可能性が高いと結論付けている。
同サイトの記事が配信された翌日の3月29日未明に、ウィキペディア上のエイプリルフールのページからは、嘘の嘘の新年についての記述は削除された。
2021年、BuzzFeedはこの内容を書いたと自称する男性の取材に成功した。男の話では当時は大学生で、仲間内に向けたブログをやっていた自分もエイプリルフールの遊びの一環のつもりで書き換えたのだという。その後、ブログ上でネタばらしをしてから次の日に除去したが、他の利用者が何度も復活させたため、面倒になり除去することを諦めたという。

### Wikipedia
1. ↑  エイプリルフール 2006年3月31日 (金) 19:22 (UTC) - ウィキペディア日本語版 2019年4月1日閲覧
2. ↑  「エイプリルフール」の版間の差分 2006年4月1日 (土) 17:37 (UTC) - ウィキペディア日本語版 2019年4月1日閲覧
3. ↑  「エイプリルフール」の版間の差分  2006年4月15日 (土) 13:19 (UTC) - ウィキペディア日本語版 2019年4月1日閲覧
4. ↑  「エイプリルフール」の版間の差分 2019年3月28日 (木) 18:05 (UTC) - ウィキペディア日本語版 2019年4月1日閲覧

### その他
1. ↑  エイプリルフールの意味と由来。嘘をついていいのは午前中？ - 季節お役立ち情報局 2019年4月1日閲覧
2. ↑  エイプリルフール2019が逆の日の意味と由来は？午前中でも嘘をついてはいけないの？ - なないろreport 2019年3月4日配信 2019年4月1日閲覧
3. ↑  tsucky. “嘘は正午までに！？エイプリルフールの豆知識まとめ”. Up to you!.   ゲンダイエージェンシー. 2019年4月4日閲覧。
4. ↑  4月1日 は"エイプリルフール" 逆エイプリルフールがある - 今日は何の日？ 2019年4月1日閲覧
5. ↑  エイプリルフールの由来と面白い雑学、2019年4月1日の今日は何の日？ - 雑学.com 2017年3月11日配信 2019年2月11日更新 2019年4月1日閲覧
6. ↑  TANITAofficialのツイート（1110103195538214914）
7. 1 2 3 4  籏智広太 (2019年3月28日). “今年は13年に一度の”逆エイプリルフール”？ 「少女を処刑」の逸話は本当か”.  BuzzFeed Japan. 2019年4月4日閲覧。
8. 1 2 3  籏智広太 (2021年4月1日). “「こんなことになるとは…」13年前のエイプリルフールについた“嘘”がネットで… ある男の告白”.  BuzzFeed Japan. 2021年4月12日閲覧。